# Ilex perado
Ilex perado Aiton, conocido en castellano como naranjero salvaje, es una especie de árbol perenne perteneciente a la familia Aquifoliaceae. Es originaria de Macaronesia, estando representado por varias subespecies.
Se trata de un árbol componente de la laurisilva atlántica.

## Descripción
Se trata de un arbusto o árbol pequeño muy ramificado. Hojas oblongo-elípticas o suborbiculares, de 3-7 cm de largo y 2-5 cm de ancho, siendo las hojas de brotes jóvenes mucho más grandes. Mucronato de ápice; margen usualmente entero, o remotamente espinoso en hojas jóvenes. Frutos de tallo corto y rugosos.

## Distribución y hábitat
Es un endemismo de los archipiélagos macaronésicos de Canarias ―España―, Azores y Madeira ―Portugal―.
En Canarias está presente en las islas de La Palma, La Gomera y Tenerife, siendo muy raro en la primera, escaso en la segunda y solo relativamente común en la vertiente norte del macizo de Anaga en Tenerife.
En Azores se localiza en todas las islas del archipiélago, mientras que en Madeira solo se halla en la isla homónima.

## Diversidad
Existen cuatro subespecies aceptadas:
- I. perado subsp. azorica, en Azores.
- I. perado subsp. lopezlilloi, endémico de la isla de La Gomera, donde solo quedan dos ejemplares naturales.[9]
- I. perado subsp. perado, presente en Madeira.
- I. perado subsp. platyphylla, en Canarias.

Algunos autores consideran una quinta subespecie, I. perado subsp. iberica (Loes.) S.Andrews, sin embargo se la acepta como sinónimo de I. aquifolium.

## Taxonomía
El taxón fue nominado originalmente por el botánico sueco Daniel Solander y publicado en Hortus Kewensis por  el escocés William Aiton en 1789.
Etimología
- Ilex: nombre genérico procedente del latín y que era el que daban los romanos a la encina, que tiene un follaje similar al acebo europeo y ocasionalmente se confunde con él.[12]
- perado: epíteto procedente del nombre vernáculo portugués para la especie, y que probablemente esté relacionado con pera, aludiendo o comparando las hojas con las del peral.[13]

Sinonimia
Presenta los siguientes sinónimos:
- Ilex maderiensis Lam.
- Ilex perado Sol.
- Ilex perado var. iberica Loes.

La subespecie azorica:
- Ilex azorica Gand.
- Ilex perado f. umbrosa P.Silva & Q.G.P.Silva
- Ilex perado var. azorica Loes.

La subsp. lopezlilloi:
- Ilex perado var. lopezlilloi (Kunkel) S.Andrews
- Ilex platyphylla subsp. lopezlilloi G.Kunkel

La subsp. perado:
- Ilex crassifolia Meerb.
- Ilex maderensis Lam.
- Ilex perulera Molinari

La subsp. platyphylla:
- Ilex perado Webb & Berthel.
- Ilex perado subsp. platyphylla (Webb & Berthel.) S.Andrews
- Ilex perado var. platyphylla (Webb & Berthel.) Loes.
- Ilex platyphylla Webb & Berthel.

## Importancia económica y cultural
I. perado ha sido cultivada en Gran Bretaña el siglo xviii y se ha introducido en otros lugares como en la península ibérica o América del Sur.

## Estado de conservación
Está catalogada como especie bajo preocupación menor en la Lista Roja de la UICN debido a que la especie en su conjunto tiene una gran presencia, aunque algunas subespecies han sido evaluadas como amenazadas y sus poblaciones son pequeñas, fragmentadas y en riesgo.
La subsp. lopezlilloi se incluye como especie en peligro de extinción tanto en el Listado de Especies Silvestres en Régimen de Protección Especial y del Catálogo Español de Especies Amenazadas, como en el Catálogo Canario de Especies Protegidas.
La subsp. platyphylla se encuentra protegida a nivel de la Comunidad Autónoma de Canarias al incluirse en el Anexo II de la Orden de 20 de febrero de 1991 sobre protección de especies de la flora vascular silvestre.
Asimismo, la mayoría de las poblaciones canarias se encuentran en áreas de la Red Canaria de Espacios Naturales Protegidos ―parque nacional de Garajonay, parque rural de Anaga―.

## Nombres comunes
En las islas Canarias recibe el nombre común de naranjero o naranjo salvaje, por el parecido de las hojas con las del naranjo común y por su hábito silvestre.
En Madeira y Azores se conoce en portugués como perado.